# Martin Sopko (ur. 1987)
Martin Sopko (ur. 30 stycznia 1987 w Preszowie) – słowacki siatkarz, grający na pozycji przyjmującego, reprezentant kraju w grupie juniorów i seniorów, mistrz Słowacji w 2008.
Karierę zawodniczą rozpoczął w VKPU Preszów. W sezonie 2007/2008 wywalczył z nim mistrzostwo krajowe. We wrześniu 2008 został zawodnikiem Farta Kielce. W sezonie 2008/2009 z kielecką drużyną zmagania II ligi gr. 4 zakończył na 1. miejscu, kwalifikując się do rywalizacji barażowej o awans do I ligi. W pierwszym turnieju rozegranym w Hali Legionów Fartowi nie udało się zająć żadnego z dwóch pierwszych miejsc, jednakże awans wywalczył podczas turnieju w Jaworznie. W następnych rozgrywkach Słowak był jednym z liderów zespołu i pomógł mu awansować do PlusLigi. W maju 2010 przedłużył swoją umowę o kolejny rok. W najwyższej klasie rozgrywkowej nie miał szans na regularną grę i w lutym 2011 roku został wypożyczony do końca sezonu do słowackiej Slávii Svidník.
Z urodzonym w 1982, w tym samym mieście, siatkarzem o identycznym nazwisku (patrz: Martin Sopko) nie jest spokrewniony.